# Nederlandsch Museum voor Geschiedenis en Kunst

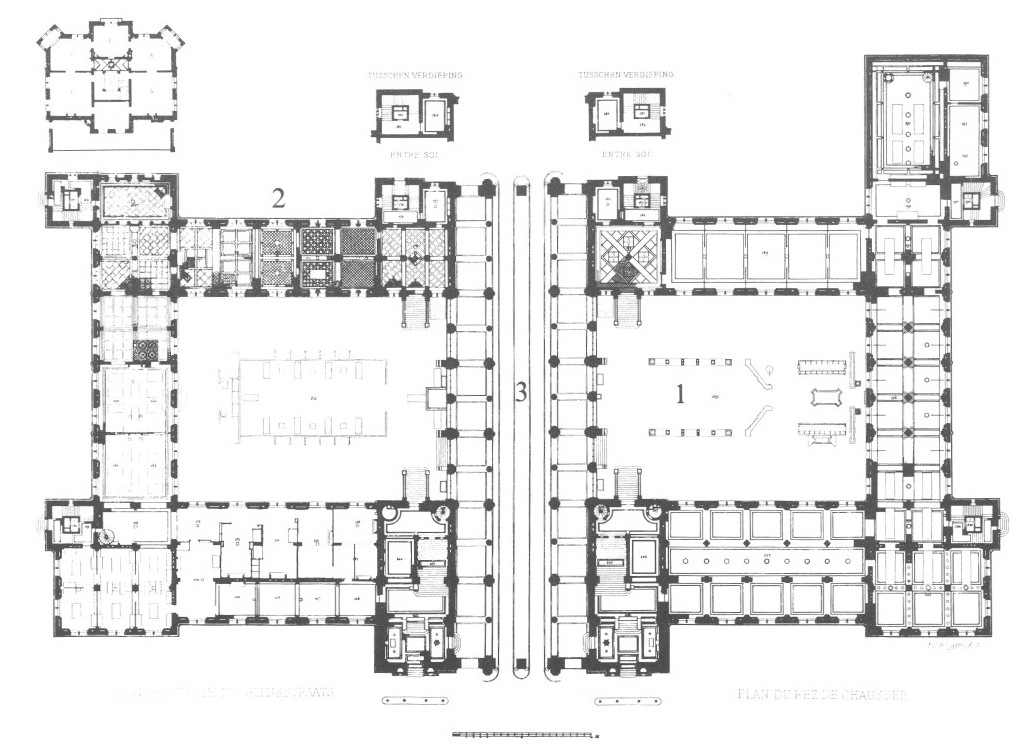
Plattegrond RIjksmuseum Amsterdam uit 1898 met linksboven de chronologische stijlzalen

Het Nederlandsch Museum voor Geschiedenis en Kunst was een museum dat zich richtte op de geschiedenis van Nederland. Vanaf 1885 was het gevestigd in het Rijksmuseumgebouw. In 1927 is het opgegaan in het Rijksmuseum Amsterdam.
Het museum was bij de oprichting door de Nederlandse overheid in 1875 tijdelijk gevestigd in Den Haag op de Prinsegracht 71 geleid door David van der Kellen (III). Een aanzienlijk deel van de collectie was afkomstig van het Koninklijk Kabinet van Zeldzaamheden, dat zijn deelcollectie Vaderlandse Geschiedenis had moeten afstaan aan het nieuwe museum. In 1878 is besloten dat het museum zou gaan verhuizen naar het Rijksmuseumgebouw dat in 1885 voltooid werd. In 1883 werd het museum in Den Haag gesloten en de collectie per schip naar het museumgebouw getransporteerd en opgeslagen. Op 12 juni 1887 werd het museum in Amsterdam geopend. De collectie oude strafwerktuigen is naar de Gevangenpoort gegaan.

## Zalen

### Kerkgeschiedenis
Er werden onder meer zalen over de Nederlandse kerkgeschiedenis ingericht. Bij veel getoonde kerkelijke architectuur was de Rijksmuseumarchitect Pierre Cuypers als restaurateur betrokken. Deze werden op chronologische volgorde per eeuw ingericht waarbij ook de architectuur van de ruimte overeenkwam met het tijdsbeeld.
De oudste zaal was de Karolingische zaal, met een replica van het westkoor van de Sint Servaaskerk in Maastricht. Boven deze zaal bevindt zich de Keizerzaal, en ook deze werd in het Rijksmuseum nagebouwd op de daarbovengelegen verdieping. Deze sloot daarbij aan op de Nachtwachtzaal.
De tweede zaal was de romaanse zaal, waarbij architectonische elementen van de abdijkerk van Rolduc zijn gebruikt en romaanse delen van de Sint Servaaskerk. Hierop volgde de gotische of spitsbogenstijl gebaseerd op de Munsterkerk in Roermond. De 13e-eeuwse zaal had een vloer van dezelfde Munsterkerk.
De zaal van de veertiende eeuw had apostelfiguren van het koor van de parochiekerk van Sevenum en schilderwerk gebaseerd op de Sint-Martinuskerk en de afgebroken Kruisherenkerk uit Venlo.
De vijftiende eeuw ten slotte toonde de parochiekerk van Blitterswijk en een kapel van de abdijkerk van Thorn met een muurschildering uit de Dominicanerkerk in Maastricht.

### Overige zalen
Andere zalen aan de oostzijde betroffen oudheidkundige zalen, Hollandse kamers en burgerlijke bouw- en gebruikskunst. Op de oostelijke binnenplaats was het maritiem en militair museum gevestigd. Op de westvleugel werden gipsafgietsels en bouwfragmenten getoond en op de binnenplaats en waren er zalen met zilver en glas. In het fragmentengebouw werden op de begane grond voertuigen, meubels, speelgoed, klederdracht en mode tentoongesteld.

## Richting esthetiek

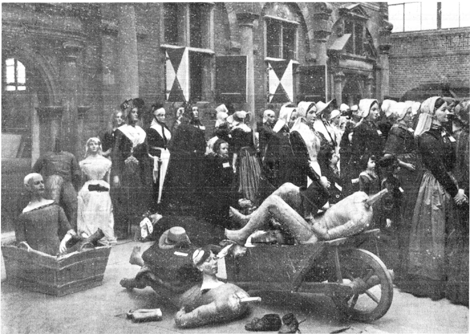
Poppen in klederdracht wachtend op transport naar het Openluchtmuseum te Arnhem

In 1895 werd van der Kellen opgevolgd door Adriaan Pit, die een beleid ging voeren dat met meer aandacht voor de esthetische aspecten en minder naar de cultuurhistorische aspecten. Als gevolg hiervan werd onder andere de collectie klederdracht in 1916 overgedragen aan het op te richten Openluchtmuseum Arnhem en werden vanaf 1904 de themazalen gewijzigd. Hierbij verdwenen nagemaakte voorwerpen en gipsafgietsels uit de zalen en werden muurschilderingen afgedekt. Cuypers was over de wijzigingen ontstemd en opdrachtgever De Stuers stelde Kamervragen. Maar ook Barthold van Riemsdijk, hoofddirecteur van het Rijksmuseumgebouw, was tegen onomkeerbare wijzigingen aan de ruimtes.
In 1918 bracht de Nederlandse Oudheidkundige Bond een rapport uit, dat mede was geschreven door Pit en een pleidooi vormde om de cultuurhistorie en kunst in musea op te splitsen. Na veel discussie werd het museum in 1927 opgesplitst in een Museum voor Kunstnijverheid en een Museum voor Geschiedenis, aangestuurd door de directeur van het Rijksmuseum Amsterdam waardoor het museum als zelfstandige instelling werd opgeheven. De musea zijn daar opgenomen als de afdeling Geschiedenis en de afdeling Beeldhouwkunst & Kunstnijverheid. Deze indeling heeft haar weerslag gehad tot in 2001. Pas sinds de nieuwe inrichting van 2013 worden de collecties in onderlinge samenhang getoond.
Een hernieuwde belangstelling voor een Nederlands museum voor geschiedenis ontstond in 2006, met het idee van een Nationaal Historisch Museum.

## Directeuren
- David van der Kellen (III) (1875-1895)
- Adriaan Pit (1896-?)
- Abraham Bredius